# Täsch
Täsch este o comună în districtul Visp din cantonul elvețian Valais. Este situat la aproximativ 5 km nord de Zermatt. Limba locală este dialectul germano-elvețian.

## Istoric
Täsch este menționat pentru prima dată în 1302 cu numele de Tech. El a fost cunoscut în limba latină sub numele de Pera.

## Geografie

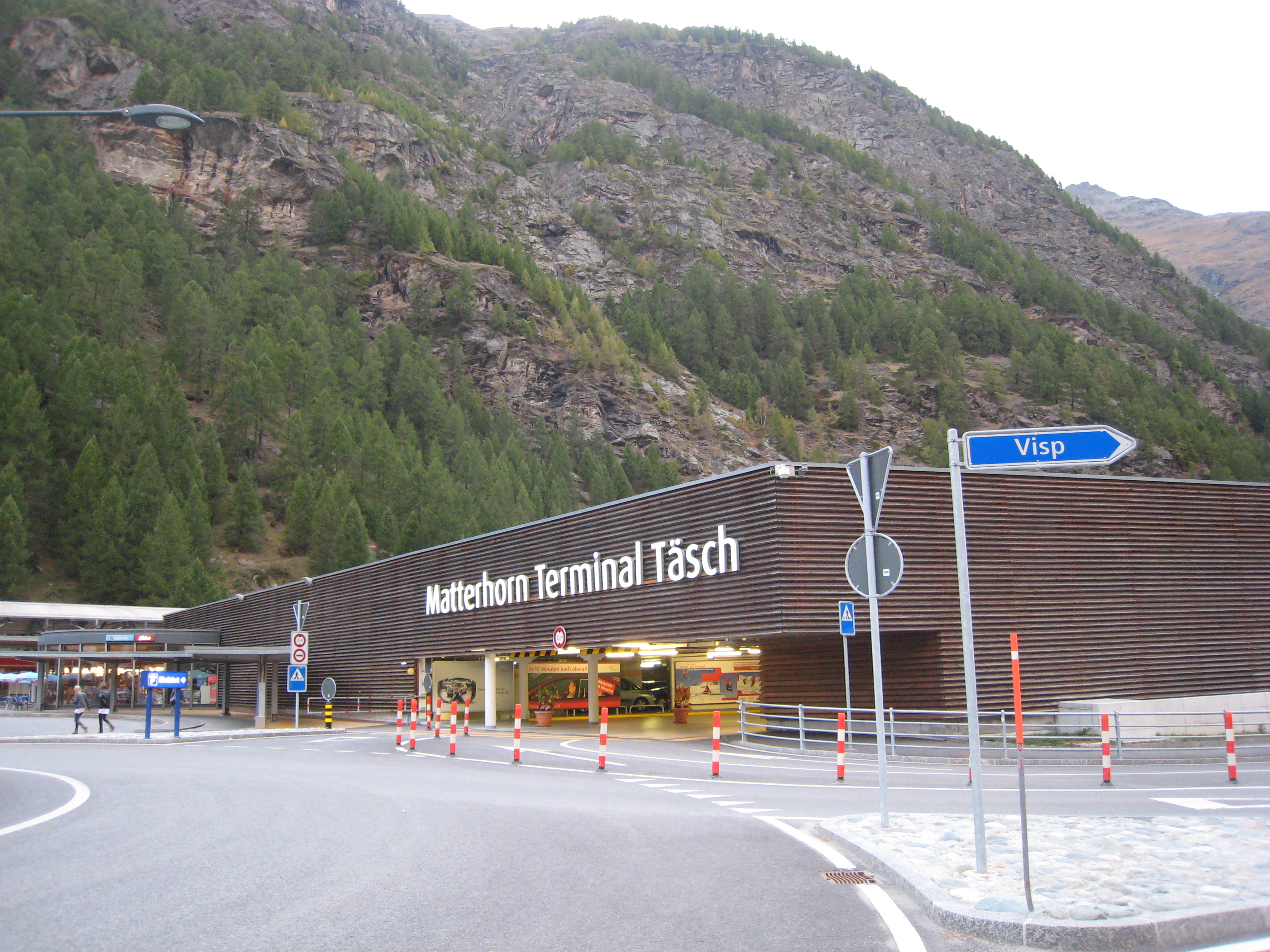
Principala cale de a ajunge în orașul fără mașini Zermatt este prin stația de tren Matterhorn din Täsch

Täsch are o suprafață, la data de 2011, de 58,7 km², din care 0,9% o formează așezarea propriu-zisă (clădiri sau drumuri), 11,7% este folosită în scopuri agricole, 9,3% este împădurită, iar 78,1% este neproductivă (râuri, ghețari sau munți).
Comuna este situată în districtul Visp, pe valea Mattertal, care conține aproape toate cele mai înalte vârfuri din Munții Alpi printre care Monte Rosa, Dom și Weisshorn. Piscul Täschhorn (4490 m) se află chiar deasupra satului. Comuna este formată din satul Täsch și din cătunele Zermettjen și Täschberg, precum și din regiunea de drumeție Täschalp.